# 綱鑑易知錄
《綱鑑易知錄》，為綱目體通史，凡107卷，清康熙年间浙江文人吳乘權、周之炯、周之燦編纂，上起盤古開天，下迄明末（1644年）。
《綱鑑易知錄》是吴乘权以为《资治通鉴》“卷帙太烦，岂能一概记诵”，遂與好友周之炯、周之灿合作编纂的一部篇幅適中的歷史读物。《綱鑑易知錄》取材自刘恕的《通鑑外紀》、金履祥的《通鑑前編》、商辂的《续资治通鑑綱目》、朱熹的《通鑑綱目》，以及朱国标（从谷应泰《明史纪事本末》抄錄）的《明紀鈔略》等史書，按照“綱目體”形式編輯。〈前編〉凡4卷，記三皇、五帝至周威烈王二十三年；〈正編〉59卷，記戰國至五代；〈续编〉凡29卷，记宋、元之事；〈明纪〉凡15卷，又名《明鉴易知录》。
《綱鑑易知錄》序文曰，“觀史之不欲，論史之不明，非盡天資遲鈍，庸師誤人，亦由編輯成書者引導無方而致然也。”
毛泽东读私塾时，塾師毛麓鍾曾教他点读过《纲鉴易知录》。1912年春天，毛泽东在湖南省立中学校（第一中学）也讀過《御批通鉴辑览》，因此养成了对中国历史的兴趣。
顾颉刚則認為《纲鉴易知录》一書內容「極為枯燥」。